# Il giglio insanguinato (film)
Il giglio insaguinato (Maria Chapdelaine) è un film del 1934 diretto da Julien Duvivier.

## Trama
Una giovane donna che vive con la sua famiglia alla frontiera del Quebec, in Canada, mal sopporta le difficoltà dell'isolamento e del clima, dovrà scegliere fra tre corteggiatori.

## Distribuzione
La pellicola è stata distribuita nelle sale cinematografiche francesi a partire dal 14 dicembre 1934.